# Mosaico di foresta e savana del Congo meridionale
Il mosaico di foresta e savana del Congo meridionale è un'ecoregione dell'ecozona afrotropicale, definita dal WWF (codice ecoregione: AT0718), che si estende tra la Repubblica Democratica del Congo e l'Angola.

## Territorio
È un'ecoregione di savana che occupa 569.700 km² in un'ampia zona del sud della Repubblica Democratica del Congo e in una piccola parte del nord-est dell'Angola. Confina a nord con le foreste di pianura del Congo centrale, le foreste palustri del Congo orientale e le foreste di pianura del Congo nord-orientale, ad ovest con il mosaico di foresta e savana del Congo occidentale, a est con le foreste montane della faglia albertina e a sud con i boschi di miombo angolani e i boschi di miombo dello Zambesi centrale. Questa ecoregione appartiene alla zona caratterizzata dal clima della savana che ricopre la parte sud-orientale del bacino del Congo, che si innalza gradualmente verso l'altopiano dell'Africa centrale. L'altopiano è scavato da profonde valli fluviali.

## Flora
Lungo i corsi d'acqua crescono lussureggianti foreste a galleria, mentre altrove la vegetazione è costituita da un miscuglio di foresta pluviale di pianura, foresta secca e prateria secondaria. Tra le molte specie di albero che crescono nella regione vi sono Garcinia smeathmanii, Phoenix reclinata, Afzelia spp. e Treculia africana. I frutti carnosi di quest'ultima specie vengono spesso mangiati dal bestiame domestico, mentre le noci che si trovano al loro interno vengono arrostite e mangiate dagli abitanti del luogo. Tra gli altri alberi e arbusti della regione vi sono specie del genere Acacia, Annona senegalensis e Stereospermum kunthianum - un piccolo albero con chioma ad ombrello e fiori rosa.

## Fauna

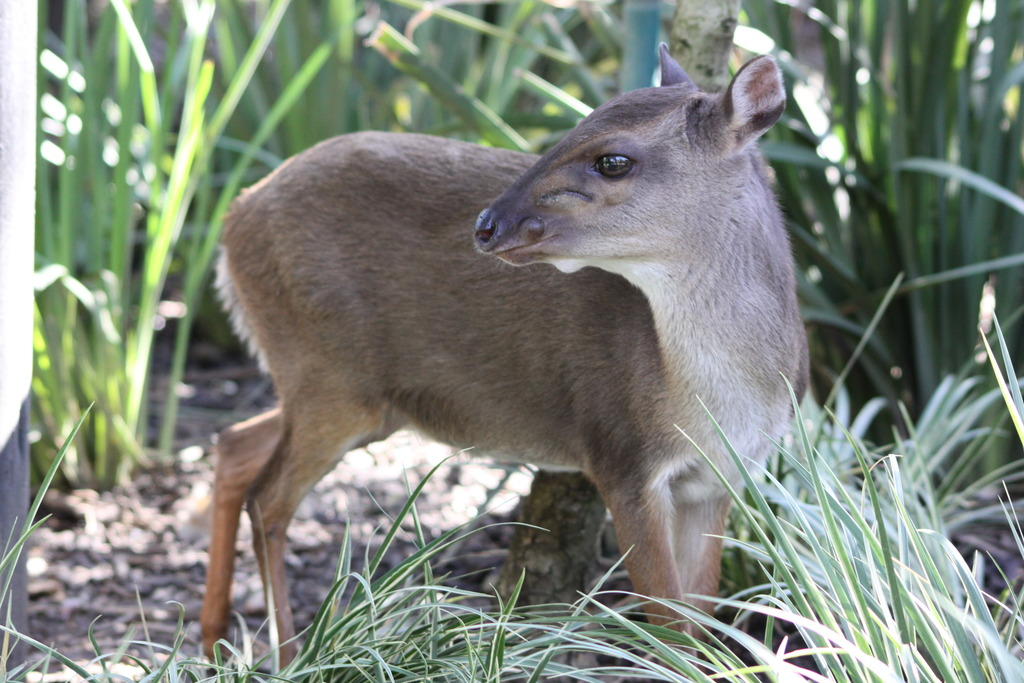
Esemplare di cefalofo azzurro (Philantomba monticola

Tra i principali animali della regione ricordiamo gli elefanti (Loxodonta africana) e, notevolmente diminuiti di numero dopo anni di caccia intensa, il bongo (Tragelaphus eurycerus), il cobo defassa (Kobus ellipsiprymnus defassa) e l'antilope roana (Hippotragus equinus). Il tragelafo striato (Tragelaphus scriptus), invece, grazie alle sue abitudini riservate e alla predilezione per gli habitat caratterizzati da una fitta vegetazione è ancora piuttosto numeroso. Tra gli altri grandi mammiferi della regione vi sono anche la redunca comune (Redunca arundinum), l'oribi (Ourebia ourebi), il bufalo cafro (Syncerus caffer), l'ippopotamo (Hippopotamus amphibius), il cefalofo azzurro (Philantomba monticola), il cefalofo dorso giallo (Cephalophus sylvicultor) e la silvicapra (Sylvicapra grimmia). Pappagalli di Meyer (Poicephalus meyeri) marroni e grigi vivono nella savana arbustiva, così come gli inseparabili testarossa (Agapornis pullarius), che vivono sia in coppia che in gruppi più numerosi. Nelle foreste a galleria vivono il turaco blu maggiore (Corythaeola cristata) e piccoli gruppi di turaco di Ross (Musophaga rossae), mentre nelle savane vive il cuculo smeraldino africano (Chrysococcyx cupreus). Tra gli anfibi, sono presenti le rane Hyperolius obscurus e Hyperolius polli.

## Conservazione
In questa zona gli abitanti del luogo hanno modificato la vegetazione fin dall'epoca pre-agricola, in quanto utilizzavano il fuoco per catturare le prede. Non appena iniziarono a dedicarsi all'agricoltura, comunque, gli abitanti si spostavano da un luogo all'altro per coltivare, dando tempo alla vegetazione di ricrescere. Oggi, i disboscamenti su vasta scala per ricavare legname, ma anche per fare spazio a terreni agricoli, infrastrutture e siti per estrazioni minerarie, creano condizioni tali che la maggior parte degli alberi non può più ricrescere. Le popolazioni di antilopi sono state seriamente impoverite dalla caccia per il bushmeat. Bracconaggio, erosione del suolo e inquinamento idrico costituiscono ulteriori minacce, mentre i conflitti tra elefanti e contadini minacciano la popolazione dei pachidermi.